# Epilissus striatoides
Epilissus striatoides är en skalbaggsart som beskrevs av Renaud Maurice Adrien Paulian 1976. Epilissus striatoides ingår i släktet Epilissus och familjen bladhorningar. Inga underarter finns listade i Catalogue of Life.